# Kàtritxev
Kàtritxev (en rus: Катричев) és un poble (un possiólok) de l'óblast de Volgograd, a Rússia, segons el cens del 2021 tenia 1.579 habitants.